# ヒンラップ駅
ヒンラップ駅（ヒンラップえき、タイ語:สถานีรถไฟหินลับ）は、タイ王国中部サラブリー県ムワックレック郡にある、タイ国有鉄道東北本線の駅である。

## 概要
ヒンラップ駅は、タイ王国中部サラブリー県の人口約5万人が暮らすムワックレック郡に位置する。駅の周りには数軒の民家以外何もなく、唯一セメント工場があるのみである。このセメント工場への専用線が当駅より延びており、側線には工場での積み荷を待つ貨車、出発を待つ貨車であふれている。
バンコクから144.29km地点に位置しており、1日に数本の列車しか発着しないが一等駅であり、むしろ前述したセメント工場関係の貨物列車の方がより頻繁に発着している。
2025年現在、定期旅客列車はパーサデットトンネル新線経由に変更されており、旧線区間に存在する当駅は貨物列車のみが停車する。

## 歴史
タイ最初の官営鉄道であるクルンテープ駅 - アユタヤ駅間が1897年3月26日に開業した。その後ナコンラチャシーマに向け路線を延長し、1898年3月3日に当駅を含むムワックレック駅まで開業した。
- 1897年3月26日 【開業】クルンテープ駅 - アユタヤ駅 (71.08km)
- 1897年5月1日 【開業】アユタヤ駅 - ケンコーイ駅 (54.02km)
- 1898年3月3日 【開業】ケンコーイ駅 - ムワックレック駅 (27.20km)

## 駅構造
単式及び島式1面の複合型ホーム2面2線をもつ地上駅であり、駅舎はホームに面している。本線の外側には貨物側線群がある。

## 駅周辺
- TPIPLセメント工場